# 中村誠太郎
中村 誠太郎（なかむら せいたろう、1913年2月27日 - 2007年1月22日）は、日本の理論物理学者。東海大学名誉客員教授。

## 経歴
1913年、滋賀県彦根生まれ。1941年、京都帝国大学理学部を卒業した。
1943年に東京帝国大学理学部助手となる。1953年に学位論文「ベーター崩壊の中間子理論」を東京大学に提出して理学博士の学位を取得。東京大学理学部助教授、1971年に教授に昇進。1973年に東京大学を定年退官した。その後は日本大学教授、1978年より東海大学教授、1983年からは特任教授をつとめたが、1994年に退職。

## 研究内容・業績
- 中性中間子の光崩壊や素粒子のベータ崩壊を研究。素粒子群に独自の対称性があることを提唱した。

## 著書
- 『原子力の知識』要選書 1953年
- 『放射能』東京大学出版会 1955年
- 『第三の火 原子力』三省堂百科シリーズ 1956年
- 『極微と極大の世界』朝日新聞社〈市民のための原子力〉 1958年
- 『現代物理学の考え方』講談社現代新書 1967年
- 『ヨーロッパ科学通信』読売新聞社 1974年
- 『宇宙を観た人 コペルニクスからアインシュタインまで』平凡社カラー新書 1977年
- 『中間子の話』日本放送出版協会・NHKブックス 1977年
- 『物理学は、どこまで進んだか 素粒子の謎から、ブラックホールの神秘へ』光文社・カッパ・ブックス 1979
- 『現代物理学の世界』講談社学術文庫 1988年
- 『物理学概論 現代物理』東海大学出版会 1988年
- 『私の歩んだ道 湯川中間子とともに』東海大学出版会 1991年
- 『湯川秀樹と朝永振一郎』読売新聞社 1992年
- 『20世紀物理はアインシュタインとともに 同時代の物理学者との交流と論争』講談社ブルーバックス 2000年

## 共編著
- 『原子物理学』武谷三男共編 東京大学出版会 1952年
- 『素粒子の本質』武谷三男,坂田昌一共編 岩波書店〈現代科学選書〉1963年
- 『物理科学の世界』編著 日本放送出版協会〈NHK市民大学叢書〉 1977年
- 『アインシュタイン』編 朝日出版社・エピステーメー叢書 1978年
- ノーベル財団『ノーベル賞講演物理学』全12巻 小沼通二共編 講談社 1978-82年
- 『大学院素粒子物理』1-2 編 講談社 1997-98年

## 翻訳
- アインシュタイン『晩年に想ふ』共訳 日本評論社 1950年
- J.ローランド『ラザフォード 原子の開拓者』梶谷善久、吉村幸子共訳 鱒書房 1956年
- J.シューバート, R.E.ラップ『放射線の恐ろしさ』三好和夫共訳 岩波書店 1958年
- ヴェ・イ・ゴルダンスキー,イェ・エム・レイキン『原子核物理学』中村弘共訳 東京図書 1966年
- ジェームズ・A.コールマン『相対性理論の世界 はじめて学ぶ人のために』講談社ブルーバックス 1966年
- ジョージ・ガモフ『現代の物理学 量子論物語』河出書房新社 1967年
- ステファーヌ・グルーエフ『マンハッタン計画 原爆開発グループの記録』早川書房〈ハヤカワノンフィクション〉 1967年
- リンカーン・バーネット『相対論はいかにしてつくられたか アインシュタインの世界』講談社ブルーバックス 1968年
- J.L.シンジ『相対性理論の考え方 20世紀理論物理学の革命』講談社ブルーバックス 1971年
- デービッド・パーク『新しい物理の世界 20世紀が生んだ物理の歩み』講談社ブルーバックス 1973年
- P.T.マチウス『現代の物理学 物理学は今ここまで来ている』講談社ブルーバックス 1973年
- R.ガードナー,D.ウェブスター『「影」の科学 光がつくる別世界』中村幸子共訳 講談社ブルーバックス 1977年
- アインシュタイン『自伝ノート』五十嵐正敬共訳 東京図書 1978年
- J.シューリス『物理学小辞典』訳編 共立出版 1979年
- J.ウィルソン編『われらの時代に起ったこと 原爆開発と12人の科学者』奥地幹雄共訳 岩波現代選書「原爆をつくった科学者たち」岩波書店同時代ライブラリー 1979年
- L.マーダー『双子のパラドックス 相対性理論と宇宙旅行』講談社ブルーバックス 1981年
- F.A.ウルフ『量子]謎をとく アインシュタインも悩んだ…』講談社ブルーバックス 1990年
- 『チャンドラセカールの「プリンキピア」講義 一般読者のために』講談社 1998年